# اشپیلفلد
اسپیلفلد (به آلمانی: Spielfeld) یک منطقهٔ مسکونی در اتریش است که در لیبنیتس واقع شده‌است. اسپیلفلد ۱۰٫۱۱ کیلومتر مربع مساحت دارد ۲۶۶ متر بالاتر از سطح دریا واقع شده‌است.